# AzulOscuroCasiNegro
AzulOscuroCasiNegro és una pel·lícula de comèdia dramàtica dirigida per Daniel Sánchez Arévalo i estrenada en 2006. És protagonitzada per Quim Gutierrez, Marta Etura, Héctor Colomé i Raúl Arévalo.

## Argument
Jorge és un noi de vint anys que treballa com a porter d'un edifici a Madrid, substituint en el càrrec al seu pare Andrés, que es va quedar invàlid fa set anys després de sofrir un infart cerebral. Jorge, acabat de llicenciar en Ciències Empresarials, aspira a una millor vida, però necessita rebel·lar-se contra tots i contra si mateix per aconseguir-ho.
Per via del seu germà Antonio, empresonat, coneix a Paula, una reclusa amb qui entaularà una relació que impulsarà a Jorge a començar a enfrontar-se als seus desitjos, després de demanar-li que la deixi embarassada perquè la traslladin al mòdul de maternitat per a salvar-se de les agressions que sofreix en el seu mòdul actual.
Tot això ocorre mentre Israel, el millor amic de Jorge, descobreix l'homosexualitat del seu pare i comença a assumir la seva pròpia.

## Repartiment
- Quim Gutiérrez com Jorge
- Marta Etura com Paula
- Daniel Muriel com Gonzalo
- Antonio de la Torre com Antonio
- Raúl Arévalo com Israel
- Héctor Colomé com Andrés
- Ana Wagener com Ana
- Eva Pallarés com Natalia[5]

## Producció
La pel·lícula està rodada a Toledo i Madrid, concretament a la presó de Soto del Real i al barri de Moratalaz, on viu i treballa Jorge, el protagonista del film.

## Recepció
La recaptació en cinemes va ascendir a 1.082.154,93 €, amb 209.083 espectadors. A més, ha estat projectada en Xina com a part del programa LGBT Film Festival organitzat per diversos consolats a Canton.
L'opera prima de Sánchez Arévalo va ser qualificada com a prometedora per El País. El diari El Mundo la defineix com "una pel·lícula de personatges, però també d'històries potents i originals".

## Sobre el projecte
Daniel Sánchez Arévalo, un llicenciat en Ciències Empresarials, es trobava realitzant entre l'any 2000 i 2001 un màster de cinema en la Universitat de Colúmbia en el qual li exigien escriure un guió. El director va solucionar el treball escrivint la seva pròpia història en un guió que portava per títol Física II. En tornar a Espanya, ho va rodar envoltat d'actors com Héctor Colomé, Antonio de la Torre i Raúl Arévalo.
Després de guanyar diversos premis en el Festival de Curtmetratges d'Alcalá de Henares, Daniel Sánchez Arévalo va poder debutar en el món del llargmetratge. Va decidir reprendre la història de Física II, finalitzant-la d'aquesta manera. En les seves paraules, AzulOscuroCasiNegro és un títol que fa referència a l'estat anímic del seu protagonista i la seva percepció de la vida. Per ell, "és una història sobre personatges que lluiten contra la destinació; personatges atrapats a l'altre costat del mirall, aquest fi mirall a penes perceptible, gairebé invisible però impossible d'obviar, que els separa dels seus somnis". A més, incideix en què "el nexe comú de tots els personatges és que desitgen alguna cosa que no poden tenir, i això els té absolutament bloquejats", per la qual raó provoquen petits canvis perquè tot continuï igual.
La primera dificultat amb la qual es va trobar va ser la impossibilitat per a comptar amb Jorge Monje, personatge de Física II, per a recuperar el seu personatge. Quim Gutiérrez, conegut a Catalunya per la sèrie El cor de la ciutat, el va reemplaçar, tot i que al principi al director li semblava que el seu físic era massa dur pel paper. La resta de l'elenc va repetir i se li van sumar els noms d'Eva Pallarés, Marta Etura, Manuel Morón, Ana Wagener, Roberto Enríquez, Marta Aledo i Daniel Muriel.
La pel·lícula es va estrenar al Festival de Màlaga on va rebre el premi al millor guió.

## Premis
| XXI Premis Goya | Categoria                   | Persona                  | Resultat  |
| --------------- | --------------------------- | ------------------------ | --------- |
| XXI Premis Goya | Més ben director novell     | Daniel Sánchez Arévalo   | Guanyador |
| XXI Premis Goya | Millor actriu protagonista  | Marta Etura              | Nominada  |
| XXI Premis Goya | Millor actor de repartiment | Antonio de la Torre      | Guanyador |
| XXI Premis Goya | Millor actor revelació      | Quim Gutiérrez           | Guanyador |
| XXI Premis Goya | Millor guió original        | Daniel Sánchez Arévalo   | Nominat   |
| XXI Premis Goya | Millor cançó original       | Imaginarte - Alba Gárate | Nominada  |

| XVI Premis de la Unión de Actores | Categoria                              | Persona             | Resultat  |
| --------------------------------- | -------------------------------------- | ------------------- | --------- |
| XVI Premis de la Unión de Actores | Millor actriu protagonista de cinema   | Marta Etura         | Nominada  |
| XVI Premis de la Unión de Actores | Millor actor secundari de cinema       | Héctor Colomé       | Nominat   |
| XVI Premis de la Unión de Actores | Millor actor secundari de cinema       | Antonio de la Torre | Guanyador |
| XVI Premis de la Unión de Actores | Millor actriu de repartiment de cinema | Ana Wagener         | Nominada  |
| XVI Premis de la Unión de Actores | Millor actor revelació                 | Raúl Arévalo        | Guanyador |
| XVI Premis de la Unión de Actores | Millor actor revelació                 | Quim Gutiérrez      | Nominat   |

| Festival de Màlaga de 2006 | Categoria                                  | Pel·lícula/Persona     | Resultat   |
| -------------------------- | ------------------------------------------ | ---------------------- | ---------- |
| Festival de Màlaga de 2006 | Biznaga de Plata. Premi Especial del Jurat | AzulOscuroCasiNegro    | Guanyadora |
| Festival de Màlaga de 2006 | Biznaga de Plata al Premi de la Crítica    | AzulOscuroCasiNegro    | Guanyadora |
| Festival de Màlaga de 2006 | Biznaga de Plata al Millor Guió            | Daniel Sánchez Arévalo | Guanyador  |

- 51a edició dels Premis Sant Jordi de Cinematografia: millor actor en pel·lícula espanyola (Quim Gutierrez)[22]
- Festival de Cinema d'Espanya de Tolosa de Llenguadoc de 2006: Violeta d'Or, premi a la millor actriu (Marta Etura) i millor actor (Quim Gutiérrez i Antonio Latorre).[23]